# Lớn Bấy Duy Ngài

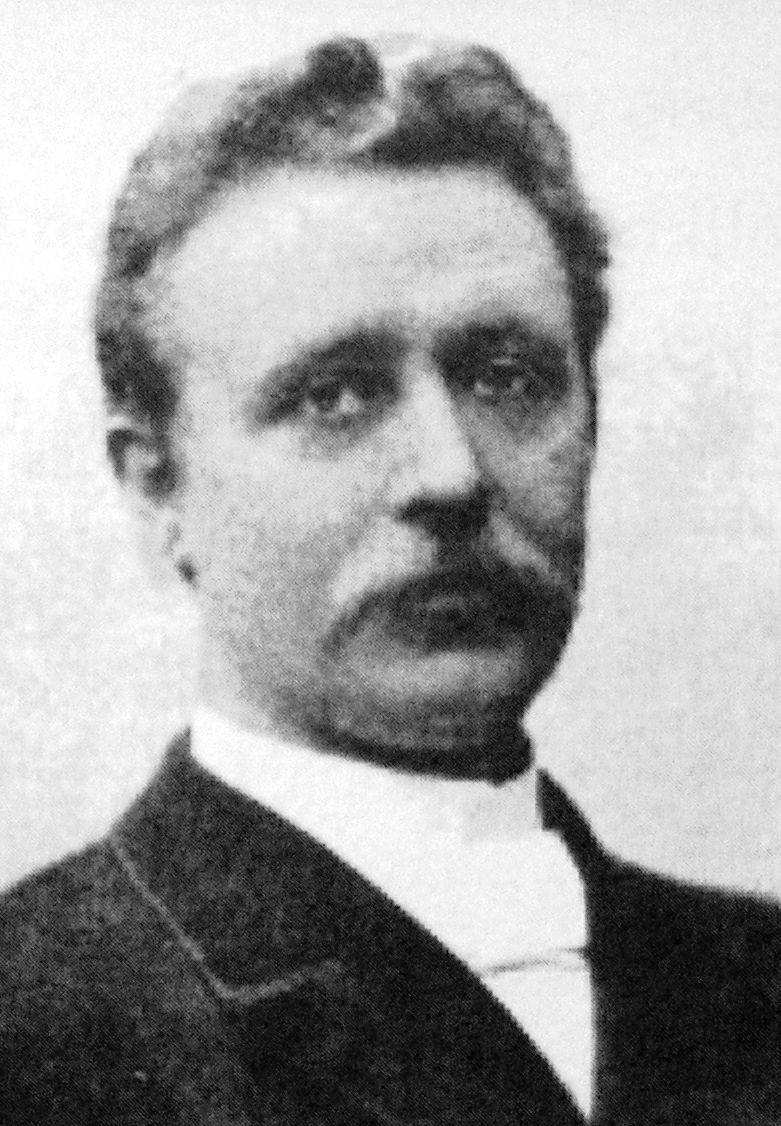
Carl Boberg,
tác giả bản thánh ca

Lớn Bấy Duy Ngài (How Great Thou Art) là bài thánh ca được Carl Gustav Boberg sáng tác tại Thụy Điển năm 1885, và được Stuart Hine dịch sang tiếng Anh. Bài thánh ca trở nên nổi tiếng và được nhiều người yêu thích qua giọng hát của George Beverly Shea, trình bày trong các chiến dịch truyền bá phúc âm của Billy Graham tổ chức tại nhiều quốc gia trên khắp thế giới.
"How Great Thou Art" cũng được chọn vào album cùng tên của Elvis Presley, phát hành năm 1967. Ca khúc giành được Giải Grammy cho thể loại "Nhạc Thánh" năm 1967, và thêm một Grammy nữa cho ca khúc này trong năm 1974 cho "Cung cách Trình diễn gây nhiều Cảm hứng nhất".
Ca khúc này được bầu chọn vào tuyển tập các bài thánh ca được yêu thích tại Anh Quốc, Song of Praise, do BBC tổ chức.
Từ một trải nghiệm về năng quyền uy vĩ của Thiên Chúa trong một lần đi bộ về nhà trong mưa gió và sấm sét trên quãng đường dài hai dặm từ một buổi nhóm ở nhà thờ, Carl Boberg, khi ấy là một mục sư trẻ tuổi sống ở Monsteras, vùng duyên hải đông nam Thụy Điển, đã sáng tác ca khúc "Lớn Bấy Duy Ngài". Bài thánh ca này đã được chọn vào các hợp tuyển thánh ca của nhiều giáo hội, sánh vai cùng những bài thánh ca truyền thống.
Ca từ - bão tố, sấm sét (lóe sáng trong không trung như những vệt cắt rực lửa), mưa lạnh, gió lớn, và sự xuất hiện của cầu vồng hứa hẹn một bầu trời trong sáng – là một cách thể hiện đầy ấn tượng chuyển tải cảm xúc của tác giả về quyền năng siêu việt của Thiên Chúa, nhất là trong nguyên bản tiếng Thụy Điển, trong bối cảnh vùng quê Thụy Điển thế kỷ 19 gần gũi với thiên nhiên.
Người ta nói rằng không ai có thể hát bài thánh ca uy nghi này bằng những lời chúc tụng tôn nghiêm mà lòng không nhận biết quyền năng tối thượng của Đấng Tạo Hóa.

## Ca sĩ trình bày
Trong số các nghệ sĩ nổi tiếng trình bày ca khúc "Lớn Bấy Duy Ngài’’ có Alan Jackson, George Beverly Shea, Elvis Presley, Carrie Underwood, Burl Ives, Dixie Carter, Charlie Daniels Nhóm Tứ ca Blackwood Brothers, Tennessee Ernie Ford, Roy Rogers, và Connie Smith, Nhóm Anh em Statler, từ album Holy Bible New Testament, chiếm vị trí 39 trong bảng xếp hạng Hot Country Songs năm 1976.
Bản thánh ca được chọn làm nhạc hiệu cho chương trình của Sir Howard Morrison ở New Zealand, đĩa đơn của ông (tiếng Anh và tiếng Maori) được đáp ứng nồng nhiệt. Sau khi Morrison qua đời năm 2009, một chuyến lưu diễn tưởng nhớ ông, "Sir Howard Morrison: How Great Thou Art" được tổ chức trên toàn quốc.
Bản thánh ca cũng được chọn làm tựa đề cho album nhạc phúc âm thứ hai của Elvis Presley How Great Thou Art (RCA LSP/LPM 3578) phát hành trong tháng 3 năm 1967. Ca khúc đã giúp Presley đoạt giải Grammy năm 1967 cho nhạc tôn giáo hay nhất, và giải Grammy năm 1974 cho album "Recorded Live on Stage in Memphis".

## Ca từ
| Tiếng Thụy Điển O store Gud, när jag den värld beskådar, Som du har skapat med ditt allmaktsord, Hur där din visdom leder livets trådar, Och alla väsen mättas vid ditt bord. Då brister själen ut i lovsångsljud: O store Gud! O store Gud! Då brister själen ut i lovsångsljud: O store Gud! O store Gud! När sommarvinden susar över fälten, När blommor dofta invid källans rand, När trastar drilla i de gröna tälten, Vid furuskogens tysta, dunkla rand; När jag i bibeln skådar alla under, Som Herren gjort se’n förste Adams tid, Hur nådefull Han varit alla stunder, Och hjälpt sitt folk ur livets synd och strid; När slutligt alla tidens höljen falla, Uti åskådning byter sig min tro, Och evighetens klara klockor kalla, Min frälsta ande till dess sabbatsro; Då brister själen ut i lovsångsljud: Tack store Gud! Tack store Gud! Då brister själen ut i lovsångsljud: Tack store Gud! Tack store Gud! | Tiếng Việt - Câu 1 Khi xem muôn vật do tay Chân Chúa sáng tạo chúng, Hỡi Chúa của tôi, lòng cảm xúc bao kinh sợ. Tôi xem sao trời, tôi nghe muôn tiếng sấm rền rĩ, Khắp khắp đó đây, quyền của Chúa ôi vô bờ. Điệp khúc Hồn ngợi khen Chúa, Cứu Chúa tôi Đức Chúa Trời, Lớn bấy duy Ngài, quyền bính thay Ngài! Hồn ngợi khen Chúa, Cứu Chúa tôi Đức Chúa Trời. Duy Ngài đại năng… cao cả quyền oai. - Câu 2 Tôi vô sâu rừng muôn cây chen chúc cỏ mọc xanh, Ríu rít tiếng chim mừng hót khúc ca thanh bình. Khi tôi lên ngọn non cao trông xuống dưới vực thẳm, Suối róc rách reo, lòng cảm tiếng than quanh mình. - Câu 3 Khi tôi suy nghiệm: Cha sai Con giáng thế chịu chết, Đã chẳng tiếc Con Ngài phó cả cho tôi rồi. Ôi ơn sâu rộng xưa tôi đâu nghĩ đến dường ấy. Chúa chết huyết tuôn vì gánh thế tôi muôn tội. - Câu 4 Khi Christ lai hồi vang vang muôn ức tiếng tụng tán, Đến tiếp rước tôi về với Chúa trên thiên đàng, Tâm tôi vui mừng, khiêm nhu cung kính bái phục mãi, Ở đó chúc tôn Ngài lớn bấy ơn tuôn tràn. | Tiếng Anh - Verse 1: O Lord my God! When I in awesome wonder Consider all the worlds Thy hands have made. I see the stars, I hear the rolling thunder, Thy power through-out the universe displayed. Refrain: Then sings my soul, my Savior God, to Thee; How great Thou art, how great Thou art! Then sings my soul, My Savior God, to Thee: How great Thou art, how great Thou art! - Verse 2: When through the woods and forest glades I wander And hear the birds sing sweetly in the trees; When I look down from lofty mountain grandeur And hear the brook and feel the gentle breeze: (Repeat Refrain.) - Verse 3: And when I think that God, His Son not sparing, Sent Him to die, I scarce can take it in; That on the cross, my burden gladly bearing, He bled and died to take away my sin: (Repeat Refrain.) - Verse 4: When Christ shall come with shout of acclamation And take me home, what joy shall fill my heart! Then I shall bow in humble adoration, And there proclaim, my God. how great Thou art! (Repeat Refrain.) |